# Araeoncus
Araeoncus es un género de arañas araneomorfas de la familia Linyphiidae. Se encuentra en el Eurasia y África.

## Lista de especies
Según The World Spider Catalog 12.0:
- Araeoncus altissimus Simon, 1884
- Araeoncus anguineus (L. Koch, 1869)
- Araeoncus caucasicus Tanasevitch, 1987
- Araeoncus clavatus Tanasevitch, 1987
- Araeoncus clivifrons Deltshev, 1987
- Araeoncus convexus Tullgren, 1955
- Araeoncus crassiceps (Westring, 1861)
- Araeoncus curvatus Tullgren, 1955
- Araeoncus cypriacus Tanasevitch, 2011
- Araeoncus discedens (Simon, 1881)
- Araeoncus dispar Tullgren, 1955
- Araeoncus duriusculus Caporiacco, 1935
- Araeoncus etinde Bosmans & Jocqué, 1983
- Araeoncus femineus (Roewer, 1942)
- Araeoncus galeriformis (Tanasevitch, 1987)
- Araeoncus gertschi Caporiacco, 1949
- Araeoncus hanno Simon, 1884
- Araeoncus humilis (Blackwall, 1841)
- Araeoncus hyalinus Song & Li, 2010
- Araeoncus impolitus Holm, 1962
- Araeoncus longispineus Song & Li, 2010
- Araeoncus longiusculus (O. Pickard-Cambridge, 1875)
- Araeoncus macrophthalmus Miller, 1970
- Araeoncus malawiensis Jocqué, 1981
- Araeoncus martinae Bosmans, 1996
- Araeoncus mitriformis Tanasevitch, 2008
- Araeoncus obtusus Bosmans & Jocqué, 1983
- Araeoncus picturatus Holm, 1962
- Araeoncus rhodes Tanasevitch, 2011
- Araeoncus sicanus Brignoli, 1979
- Araeoncus subniger Holm, 1962
- Araeoncus tauricus Gnelitsa, 2005
- Araeoncus toubkal Bosmans, 1996
- Araeoncus tuberculatus Tullgren, 1955
- Araeoncus vaporariorum (O. Pickard-Cambridge, 1875)
- Araeoncus victorianyanzae Berland, 1936
- Araeoncus viphyensis Jocqué, 1981
- Araeoncus vorkutensis Tanasevitch, 1984